# Москатов, Пётр Георгиевич
Пётр Георгиевич Москатов (3 июня 1894, Таганрог, область Войска Донского — 19 апреля 1969, Керчь, Крымская область) — советский профсоюзный и государственный деятель, депутат Верховного Совета СССР I и II созывов.

## Биография
Родился 3 июня 1894 года в Таганроге в семье рабочего.
По окончании четырехклассной школы поступил учеником к кустарю-металлисту. С 1907 по 1913 год рабочий на заводах Таганрога. Принял участие в забастовке и в 1913 году административно выслан за пределы области Войска Донского.  Работал в Донбассе, Макеевке, Юзовке, Ростове-на-Дону. В 1915 году призван в армию, шофёр (Австрийский фронт). В феврале 1917 года избран председателем полкового комитета.
После контузии и отравления газами находился на излечении в Ростове-на Дону, затем поступил на Таганрогский металлургический завод и там в мае 1917 года вступил в РСДРП(б). С сентября 1917 года — член Таганрогского горкома партии. В 1918 году на политработе в Красной армии. При подходе немцев к Таганрогу отступил на Северный Кавказ вместе с таганрогским полком, который затем влился в Таманскую армию, работал водителем бронемашины. 
В 1919 году выполнял ответственные задания партии по организации подпольной работы на занятой белогвардейцами территории (Ростов-на-Дону — Таганрог). Награждён орденом Красного Знамени. 
С декабря 1919 года — директор Таганрогской городской электростанции, с 1921 года — Русско-Балтийского завода. В декабре 1922 года назначен заведующим орготдела Таганрогского уездного комитета РКП(б). С сентября 1929 года — секретарь Таганрогского окружного комитета партии.
В сентябре 1926 года Москатов переведён на профсоюзную работу и назначен председателем Северо-Кавказского крайкома Союза металлистов. С 1929 года — секретарь ЦК профсоюза металлистов, а с 1931 года — председатель ЦК профсоюза транспортного машиностроения. В 1934—1939 годах — член Комиссии партийного контроля при ЦК ВКП(б) (КПК). В 1936 году Пётр Москатов назначен уполномоченным КПК по Казахстану, а затем переведён на эту же должность в Дальневосточный край. С мая 1937 года — секретарь ВЦСПС. С декабря 1937 года — депутат Верховного Совета СССР.
С октября 1940 года — начальник Главного управления трудовых резервов при СНК СССР. Во время Великой Отечественной войны выполнял ответственные задания Государственного Комитета Обороны по подготовке молодых рабочих для промышленности и транспорта, за что награжден двумя орденами Ленина, орденом Отечественной войны I степени, орденом Трудового Красного Знамени. 
В 1946—1952 годах — 1-й заместитель Министра трудовых резервов СССР. В 1939—1961 годах — член, а в 1952—1959 годах — председатель Центральной ревизионной комиссии КПСС. Одновременно в 1954—1960 годах — председатель Комиссии по установлению персональных пенсий при Совете министров СССР.
В 1960 году вышел на пенсию. Умер 19 апреля 1969 года в Керчи.
П. Г. Москатов автор книг: «Рабочий класс Дона в борьбе за Советскую власть» (1957), «Плечом к плечу» (1955), «Завоёванное Октябрём» (1957), «Вместе с партией» (1958).

## Награды
- трижды Орден Ленина:

1. 01.07.1944 — за успешное выполнение заданий правительства по подготовке квалифицированных рабочих кадров для оборонной промышленности и транспорта, в связи с 50-летием со дня рождения
2. 14.06.1954 — в связи с 60-летием со дня рождения и отмечая его заслуги перед Коммунистической партией

- орден Красного Знамени;
- Орден Отечественной войны 1-й степени;
- орден Трудового Красного Знамени;
- медали.

## Память
- Именем названа улица в Таганроге.